# Bilistunoder på landevejen
|  | Denne artikel er oprettet af botten Steenthbot ud fra en ekstern database. Den kan derfor have sproglige fejl eller mangler. Denne skabelon kan fjernes efter kontrol af indholdet. |

Bilistunoder på landevejen er en dansk undervisningsfilm fra 1972 instrueret af Werner Hedman og efter manuskript af John Carlsen og Emil Lütken.

## Handling
TV/OBS-indslag om trafikregler for bilister.